# Nyári szarvasgomba
A nyári szarvasgomba (Tuber aestivum) a Pezizomycetes osztályának a csészegombák (Pezizales) rendjéhez, ezen belül a Tuberaceae családjához tartozó faj.

## Jellemzése
Az ehető szarvasgombák között a nyári szarvasgomba kevésbé értékes faj. Többé-kevésbé gömbölyű termőtestét piramis alakú fekete szemölcsök fedik, átlagosan dió nagyságú, azonban mogyoró-ökölnagyságú, sőt néha még nagyobb is lehet. A gomba belsejében a kemény szürkésbarna hús fehérrel erezett. Jellegzetes illata a főtt kukoricára emlékeztet, finom dióízű.

## Előfordulása
Bükk- és tölgyfák alatt élő faj. Széles körben elterjedt Közép- és Dél-Európában, valamint Skandinávia déli részén. Általában 10-30 centiméterre a föld alatt él, ezért nem könnyű megtalálni.

## Keresése
Nincs könnyű dolga annak, aki segítség nélkül akarja megtalálni a szarvasgombát. Árulkodó jelek persze vannak: a termőtestek vonzzák a gombaszúnyogokat, ezek jelenléte elárulja a talajban rejtőző szarvasgombát. Egyes esetekben a szarvasgombatelep felett nagy területen kiég a fű. Nyomra vezethet, hogy a gomba a növekedése során megrepeszti a talajt, és ezek a repedések láthatóvá válnak, ha az avart elkotorják. Máskor apró legyek vagy vadtúrások jelzik a gombát.
Jobb eredményt lehet elérni segítőtársakkal. A hagyományos, önkéntes nyomravezető a sertés. Nem kell tanítani, idomítani, mert imádja a szarvasgombát. Ez egyben a legnagyobb hátránya is, mert a megtalált gombát maga szeretné elfogyasztani. Ebből kifolyólag gyakran kerül sor összetűzésre a sertés és gazdája között. Itt általában a sertés húzza a rövidebbet, de nem mindig. A sertéssel dolgozó gombászoknak gyakran hiányzik egy-két ujja. A kutyát viszont nem érdekli a szarvasgomba, meg kell rá tanítani. Keresésre használják a vizslát: jól keres, de szíve szerint inkább vadászna. A labradorban kevesebb a vadászösztön, az ő figyelmét legfeljebb az egérlyukak terelik el.

## Hasonló fajok
- Téli szarvasgomba
- Fodrosbélű szarvasgomba
- Nagyspórás szarvasgomba[1]